# PMMW
PMMW (passive millimeter-wave) – technologia stosowana w kamerach. Pozwala ona prześwietlić obserwowaną osobę, wykorzystując różnice wrażliwości materiałów na różne natężenia fal dźwiękowych. Wykorzystuje ją Amerykańska Flota Powietrzna i Armia USA. Obecnie zaawansowane pracę prowadzi Instytut Northrop-Grumman Space Technology, który pracuje nad wersją cywilną. Ma ona pomóc w ochronie lotnisk.